# Edwin Mieczkowski
Edwin Mieczkowski (ur. 1929  w Pittsburghu) – artysta, malarz amerykański polskiego pochodzenia mieszkający w Cleveland. 
Wykładowca sztuki na Faculty Cleveland Institute of Art 1959 oraz Western Reserve University od 1963.
W 1957 r. ukończył Cleveland Institute of Art, BFA 1957 r. oraz Carnegie Tech. MFA 1959 r.
Autor tekstów o sztuce, propozycji, projektów oraz manifestów twórczych. Członek i współzałożyciel amerykańskiej grupy artystycznej Anonima Group. 